# Rhaphidolejeunea tibetana
Rhaphidolejeunea tibetana är en bladmossart som beskrevs av Wu et Luo. Rhaphidolejeunea tibetana ingår i släktet Rhaphidolejeunea och familjen Lejeuneaceae. Inga underarter finns listade i Catalogue of Life.